# Charles Maussion
 (mars 2013).
Si vous disposez d'ouvrages ou d'articles de référence ou si vous connaissez des sites web de qualité traitant du thème abordé ici, merci de compléter l'article en donnant les références utiles à sa vérifiabilité et en les liant à la section « Notes et références ».
Pour les articles homonymes, voir Maussion.
Charles Maussion, né le 17 mai 1923 à Nantes et mort le 5 février 2010 à Meudon, est un peintre français.

## Biographie
Charles Maussion arrive à Paris au lendemain de la Seconde Guerre mondiale. La vie artistique parisienne après la Libération est alors dominée par ce qu'on appellera plus tard la troisième période de l'Abstraction. Tout en poursuivant des études de mathématiques et d’histoire de l’art à la Sorbonne et à l’Institut d’Art et d’Archéologie de Paris, Maussion s’inscrit aux cours d’André Lhote et de Fernand Léger. Mais c’est surtout l’art de Piet Mondrian qu’il va retenir et qui va influencer ses premiers travaux en tant que peintre. En 1952, il fait partie du petit groupe d’artistes (avec Koskas, Enard, Bidoilleau, Damian) qui rend visite au peintre anversois Georges Vantongerloo, l’un des principaux disciples de Mondrian.
De 1951 à 1954, Charles Maussion fait partie de ce groupe de jeunes artistes, soutenus par la galerie Arnaud, qui cherchent dans un art épuré et minimaliste, proche à la fois de la mathématique et de la musique, une voie personnelle entre la pure intellectualité de l’art géométrique et un lyrisme sensible. Cette tendance va se développer chez Maussion jusqu’au début des années 1960. En 1957, l’artiste réalise l’une de ses premières expositions personnelles chez Iris Clert.
Vient alors la notoriété : Charles Maussion expose successivement chez Lucien Durand et Jacques Dubourg, à Paris. Entretemps, sa peinture  a été découverte et remarquée par le grand collectionneur et industriel anglais, Robert Sainsbury. Sir Robert et son épouse, Lisa, vont devenir pendant près de quarante ans les principaux soutiens de l’artiste.
Charles Maussion se retire ensuite pour quelques années de la scène parisienne. Il peint peu, part pour de longs voyages (en Inde principalement), réfléchit sur le sens de son travail. En 1980, il revient avec des réalisations qui tentent de dépasser l’opposition traditionnelle entre abstraction et figuration. Il cherche désormais « ce qui est sous-jacent à ces formes d’expression », « la source ». Il exécute alors de grands dessins : des Paysages en noir et blanc, des Arbres, des Mouettes, qui semblent naître de la brume, comme des apparitions. Travaux au crayon, extrêmement subtils, qui demandent à l’artiste plusieurs mois de travail. Il peint aussi des figures, tout aussi mystérieuses : Femmes assises ou de dos, comme chez Seurat, et Hommes qui marchent. Le travail est remarqué d’abord par Jean Briance, à Paris, puis par le marchand suisse Jan Krugier qui ouvre à Charles Maussion les portes de sa galerie de Genève. De 1988 à 1991, Charles Maussion expose chez Isy Brachot, à Bruxelles. Il est désormais présent dans de grandes collections et attire de plus en plus le regard du monde de l’art.
De 1990 à 2010, retiré dans son atelier, Charles Maussion se consacre essentiellement à son travail de peintre et de dessinateur, approfondissant son approche du sujet. Il s’agit d’une période très productive et sans doute de l’une des plus créatives. Les thèmes se succèdent : Fleurs, Oiseaux, Montagnes et Menhirs (série inachevée). L’œuvre s’est épurée et n’est plus marquée que par quelques lignes. Celles-ci restituent le rythme spatial du sujet et désignent sa présence au monde en quelques traits décisifs.
Depuis 1995, l’œuvre de Charles Maussion est soutenue par la galerie Bernard Bouche, à Paris (3e arrondissement).
Par ailleurs, Charles Maussion participe à de nombreux travaux d’aménagement et de décoration, en collaboration avec d’autres artistes et des architectes (Henri Chomette, Claude Parent). Il travaille ainsi à Berlin, Paris, Addis-Abeba, Lima, Abidjan. En 1970, il participe à la Biennale de Venise.  En 1983, il est promu chevalier dans l’ordre des Arts et des Lettres  par le ministre Jack Lang. En 1992, une grande rétrospective de ses œuvres, organisée par les Sainsbury, est présentée en Angleterre, au Sainsbury Centre for visual arts de Norwich.
Le travail de Charles Maussion n’a donc cessé de s’approfondir jusqu’à sa mort, en 2010. Réflexion sur l’espace, recherche de l’expression épurée mais expressive, recherche de la présence, du noyau, du rythme inhérent à toutes choses, à travers une succession de motifs fonctionnant comme des séries, à l’instar des taxinomies de la peinture chinoise. Par sa retenue, son dépouillement, son sens de l’équilibre et de la mesure, l’œuvre se rattache à la tradition de la grande peinture française.
Charles Maussion est l'époux de l’artiste Yvonne. Il est le père du sculpteur Pierre Édouard.
Il meurt au mois de février 2010.

## Collections publiques
- Norwich, Angleterre, Le Sainsbury Centre for Visual Arts, University of East Anglia : un ensemble de 32 œuvres, allant de 1958 à 1991.
- Paris, musée national d’art moderne : un Oiseau de 2000, de grandes dimensions, caractéristique de la période « post-abstraite » où le dessin l’emporte sur la couleur, le rythme expressif  sur l’allusion.
- Musée des beaux-arts de Nantes : une Figure de 1977, acquise par la Société des amis du musée des beaux-arts le 18 août 1978.
- Le Fonds national d’art contemporain possède un ensemble de cinq toiles. L’une d’entre elles, appelée 10 août, est en dépôt à l’Ambassade de France à Mexico.

## Œuvres décoratives
Avant de se consacrer exclusivement à la peinture, Charles Maussion a participé à de nombreux travaux d’aménagement et de décoration.
- 1955 : Addis Abeba (Éthiopie) : réalisation d’un mur de mosaïque, de peintures murales en relief et de pavements pour la façade et le  sol de l’Opéra Royal.
- 1956 : décoration en marbre pour l’Entrée et le Hall d’Honneur de l’Enset de Paris.
- 1957 : Berlin : mosaïques pour le Vojo Building, Hansaviertel.
- 1958 : Zürich et Bruxelles : décoration en marbre pour l’Exposition Internationale, Pavillon Hachette.
- 1958 : Lima (Pérou) : peinture murale pour Présence française au Pérou.
- Juillet 1970 : aménagement du Pavillon Français pour la Biennale de Venise.
- 1972 : décoration du pavillon de France à Neuilly.

Il a également réalisé plusieurs bas-reliefs dans les années 1971-1972.

## Sources
- Yves Bonnefoy, Charles Maussion, Institut Français de Naples, 2006, 35 p.
- Charles Maussion, 1999, CD réalisé à l'initiative de la galerie Kita, entretien avec Philippe Chautard.[source insuffisante]